# Новый театр (Лейпциг)
Новый театр (нем. Neues Theater) — утраченное во Второй мировой войне главное здание городского театра немецкого города Лейпциг в современной федеральной земле Саксония. Предшественник здания Лейпцигской оперы.

## История
Возведение нового здания для городского театра было частью обширной программы по модернизации городской инфраструктуры Лейпцига в середине XIX века и стало, в сущности, завершающим аккордом по формированию ансамбля главной парадной площади Аугустусплац, где уже располагались новые здания университета, Городского музея и Главной почты. Благодаря личным усилиям бургомистра Отто Коха к проектированию удалось привлечь известного архитектора Карла Лангханса; детальное планирование и непосредственный надзор за ходом работ осуществил городской архитектор Отто Брюквальд, помощником которого выступил Арвед Россбах. Строительство Нового театра обошлось Лейпцигу в 557 000 талеров или в пересчёте в 1 670 000 золотых марок; его финансирование стало возможным лишь благодаря ряду щедрых пожертвований состоятельных горожан и, среди прочего, благодаря наследству Фридриха Августа Шумана (нем. Friedrich August Schumann), передавшего городу «на общеполезные цели» 60 000 талеров.
Для размещения здания Нового театра рассматривались различные участки на окружающем город променаде, при этом городская комиссия рекомендовала площадь нем. Königsplatz к югу от исторического центра города; и лишь благодаря настойчивой позиции Лангханса, стремившегося максимально эффектно разместить здание в структуре города, под застройку была выбрана южная оконечность так называемого Английского или Верхнего парка Дауте с искусственным холмом нем. Schneckenberg, который, однако, пришлось сравнять с землёй.
Торжественно открытый 28 января 1868 года постановкой «Ифигении в Тавриде» Гёте, Новый театр стал крупнейшей театральной площадкой города, предлагая около 1700 сидячих и до 300 стоячих зрительских мест. Изначально предназначенный для постановки оперных, балетных и драматических представлений, он, однако, вскоре превратился почти исключительно в оперный театр, в то время как драматическое отделение городского театра заняло здание Старого театра.
Признанный с технической точки зрения устаревшим, Новый театр прошёл комплексную реставрацию в 1935—1938 годах, при этом согласно господствующей моде было упрощено оформление главного фасада и зрительного зала. Во Второй мировой войне театр продолжил давать регулярные представления, вплоть до 4 декабря 1943 года, когда Лейпциг подвергся особо массированному авианалёту британской авиации. Выгоревшее здание театра хотя в первое время и предназначенное к восстановлению, было разобрано в 1950 году, чтобы освободить место для современного здания Лейпцигской оперы, после нескольких архитектурных конкурсов возведённого в 1956—1960 годах и своими чертами отсылающего к утраченному зданию Нового театра.

## Описание
Особенностью Нового театра было трёхчастное решение главного фасада, отсылающее к классицистической дворцовой архитектуре: к основному трёхэтажному массиву здания по сторонам примыкали два меньших по размеру павильона, размещавшие ресторан и кондитерскую. Своим оформлением оба павильона повторяли оформление выступающего центрального портика, украшенного коринфскими колоннами и фронтоном с богатым скульптурным оформлением, прославляющим Поэзию, и с фигурой Аполлона на его вершине. Вход в театр был выделен тремя полукруглыми арками и отдельно стоящими колоссальными скульптурами Мельпомены и Талии.
Однако если главный фасад некоторые критики находили традиционным и несколько тяжеловесным, тем больше восхищения вызывала архитектура украшенной кариатидами тыловой части здания. Широкая полукруглая терраса с боковыми лестницами соединяла здание театра с Верхним парком и с Лебединым прудом; укреплённый на стене маскарон и установленная в пруду чаша со скульптурной группой Амур, играющий с дельфином образовывали живописную фонтанную композицию.
Убранство зрительного зала, в целом, ориентировалось на оформление зала в Старом театре; при этом возведённый в качестве исключительно городской сцены, Новый театр не имел центральной ложи, обычно предусмотренной для посещения коронованными особами. В то же самое время фойе было выдержано в набиравшем популярность роскошном стиле историзм.

## Известные премьеры
- 1884 год — «Симфония № 7 ми мажор, WAB 107» Антона Брукнера
- 1902 год — «Орест» (Orestes) Феликса Вайнгартнера
- 1927 год — «Джонни наигрывает» (Jonny spielt auf) Эрнста Кшенека
- 1930 год — «Расцвет и падение города Махагони» (Aufstieg und Fall der Stadt Mahagonny) Курта Вайля и Бертольда Брехта
- 1931 год — «Цветок Гавайев» (Die Blume von Hawaii) Пала Абрахама
- 1937 год — «Виола» (Viola) Людвига Шмидзедера
- 1943 год — «Песни Катулла» (Catulli Carmina) Карла Орфа